# Arkhon Infaustus
Arkhon Infaustus je francouzská hudební skupina z Paříže hrající blackened death metal. Byla založena roku 1997. Arkhon neboli archón (z řeckého άρχων) znamená vládce, Infaustus znamená latinsky temný, zlověstný. V písmenu I v logu kapely se nachází hebrejské slovo שָׂטָן – Satan.
Debutní studiové album vyšlo roku 2001 a nese název Hell Injection. K dubnu 2017 mají na svém kontě 4 dlouhohrající alba.

## Diskografie

### Studiová alba
- Hell Injection (2001)
- Filth Catalyst (2003)
- Perdition Insanabilis (2004)
- Orthodoxyn (2007)

### EP
- In Sperma Infernum (1998)
- Dead Cunt Maniac (2000)
- Annunciation (2007)

+ split nahrávka s Revenge